# Casa Suriol
Casa Suriol és un edifici del municipi de Vilafranca del Penedès (Alt Penedès) protegit com a bé cultural d'interès local. La casa està situada sobre la trama d'eixample vuitcentista que després va enllaçar amb el Poble Nou. Es tracta de l'antic edifici de Correus.
És un edifici aïllat que ocupa un extrem sencer d'illa. Està situat entre els carrers General Cortijo, Parlament i Ateneu. Presenta façanes als carrers General Cortijo i Parlament, i té un gran jardí a la part posterior. La casa consta de planta baixa i dos pisos, amb terrat i torratxa. Hi ha un porxo posterior amb galeries de vidrieres que s'obren al jardí. El conjunt respon al llenguatge de l'eclecticisme.